# Phạm Thị Thảo
Phạm Thị Thảo (* 5. Juni 1989 in Hanoi) ist eine vietnamesische Ruderin und Teilnehmerin an den Olympischen Sommerspielen 2012.

## Karriere
Phạm Thị Thảo gewann bei den Asienspielen 2010 in Guangzhou mit Phạm Thị Huệ im Doppelzweier die Silbermedaille hinter der Crew aus China. 2011 startete sie im Doppelvierer bei den Weltmeisterschaften in Bled. Zusammen mit Trần Thị Sâm, Phạm Thị Huế und Phạm Thị Hài belegte sie den elften Platz.
Im April 2012 qualifizierte sie sich im Leichtgewichts-Doppelzweier mit Phạm Thị Hài bei der Qualifikationsregatta in Chungju für die Olympischen Sommerspiele 2012. Damit waren sie die ersten Ruderinnen aus Vietnam, die es schafften sich für die Olympischen Spiele zu qualifizieren. Bei den Olympischen Sommerspielen in London belegte sie den 16. Platz bei den Wettbewerben auf dem Dorney Lake. Im Jahr 2013 belegte sie mit Trần Thị An beim Weltcup in Sydney im Leichtgewichts-Doppelzweier den elften Platz. Anschließend machte sie bei den Weltmeisterschaften in Chungju einen Doppelstart im Zweier ohne Steuerfrau und im Leichtgewichts-Doppelvierer. Im Zweier ohne wurde sie mit Trần Thị Sâm 14. und im Doppelvierer gewann sie mit Trần Thị Sâm, Trần Thị An und Phạm Thị Hài das B-Finale, was in der Endabrechnung Platz sieben bedeutete. Zum Abschluss der Saison gewann sie bei den Südostasienspiele in Naypyidaw die Silbermedaille im Doppelzweier mit Phạm Thị Hài hinter dem Boot aus Indonesien. Es gelang ihr eine weitere Silbermedaille im Leichtgewichts-Vierer ohne Steuerfrau zu gewinnen, hinter der Crew aus Myanmar.
Zusammen mit Phạm Thị Huế belegte sie 2014 beim Weltcup in Sydney den achten Platz im Doppelzweier. Bei den Asienspielen 2014 in Incheon gelang es Phạm Thị Thảo zwei Medaillen zu gewinnen. Zusammen mit Lê Thị An, Phạm Thị Huệ und Phạm Thị Hài gewann sie die Silbermedaille im Leichtgewichts-Doppelvierer und die Bronzemedaille im Doppelvierer. 2015 wechselte sie wieder in den Leichtgewichts-Doppelzweier und belegte mit Tạ Thanh Huyền den 21. Platz bei den Weltmeisterschaften. Im September gewann sie die Silbermedaille im Leichtgewichts-Doppelvierer bei den Asienmeisterschaften. Bei den Südostasienspielen gewann sie mit Tạ Thanh Huyền in dem neu gestalteten Wettbewerb zwei Goldmedaillen im Leichtgewichts-Doppelzweier über 500 und 1000 Meter.
Im April 2016 qualifizierte sie sich mit Tạ Thanh Huyền als drittplatzierte im Leichtgewichts-Doppelzweier bei der Qualifikationsregatta in Chungju für die Olympischen Sommerspiele 2016.  Sie wäre die erste Ruderin aus Vietnam gewesen, die an zwei Olympischen Spielen teilnimmt, aber leider trat eine unauskurierte Verletzung aus dem Winter wieder auf, die auf ein Übertraining zurückzuführen war. Nach dem auskurieren des Übertrainings gewann sie bei den Asienspielen 2018 den Titel im Leichtgewichts-Doppelvierer mit Lương Thị Thảo, Hồ Thị Lý und Tạ Thanh Huyền. 2019 gewann sie drei Medaillen bei den Asienmeisterschaften. Eine Silbermedaille im Vierer ohne Steuerfrau und zwei Bronzemedaillen im Zweier ohne Steuerfrau und im Doppelvierer. Bei den 2023 ausgetragenen Asienspielen 2022 in Hangzhou gewann sie im Doppelvierer die Bronzemedaille.

## Internationale Erfolge
- 2010: Silbermedaille Asienspiele im Doppelzweier
- 2011: 11. Platz Weltmeisterschaften im Doppelvierer
- 2012: 16. Platz Olympische Sommerspiele im Leichtgewichts-Doppelzweier
- 2013: 7. Platz Weltmeisterschaften im Leichtgewichts-Doppelvierer
- 2013: 14. Platz Weltmeisterschaften im Zweier ohne Steuerfrau
- 2013: Silbermedaille Südostasienspiele im Doppelzweier
- 2013: Silbermedaille Südostasienspiele im Leichtgewichts-Vierer ohne Steuerfrau
- 2014: Silbermedaille Asienspiele im Leichtgewichts-Doppelvierer
- 2014: Bronzemedaille Asienspiele im Doppelvierer
- 2015: 21. Platz Weltmeisterschaften im Leichtgewichts-Doppelzweier
- 2015: Silbermedaille Asienmeisterschaften im Leichtgewichts-Doppelvierer
- 2015: Goldmedaille Südostasienspiele im Leichtgewichts-Doppelzweier (500 m)
- 2015: Goldmedaille Südostasienspiele im Leichtgewichts-Doppelzweier (1000 m)
- 2018: Goldmedaille Asienspiele im Leichtgewichts-Doppelvierer
- 2019: Silbermedaille Asienmeisterschaften im Vierer ohne
- 2019: Bronzemedaille Asienmeisterschaften im Zweier ohne
- 2019: Bronzemedaille Asienmeisterschaften im Doppelvierer